# Бельгия на летних Олимпийских играх 1996
Бельгия принимала участие в Летних Олимпийских играх 1996 года в Атланте (США) в двадцать первый раз за свою историю, и завоевала две серебряные, две золотые и две бронзовые медали. Сборная страны состояла из 61 спортсмена (41 мужчина, 20 женщин).

## Медалисты
| Медаль  | Спортсмен           | Вид спорта     | Дисциплина             |
| ------- | ------------------- | -------------- | ---------------------- |
| Золото  | Улла Вербрук        | Дзюдо          | Женщины, до 72 кг      |
| Золото  | Фред Дебургрэйв     | Плавание       | Мужчины, 100 м брассом |
| Серебро | Гелла Вандекавей    | Дзюдо          | Женщины, до 61 кг      |
| Серебро | Себастьян Годфруа   | Парусный спорт | Мужчины, класс «Финн»  |
| Бронза  | Гарри ван Барневелд | Дзюдо          | Мужчины, свыше 95 кг   |
| Бронза  | Марисабель Ломба    | Дзюдо          | Женщины, до 56 кг      |

## Результаты соревнований

### Академическая гребля
В следующий раунд из каждого заезда проходили несколько лучших экипажей (в зависимости от дисциплины). В финал A выходили 6 сильнейших экипажей, остальные разыгрывали места в утешительных финалах B-D.
Мужчины
| Соревнование | Спортсмены               | Предварительный заезд | Предварительный заезд | Предварительный заезд | Отборочный заезд | Отборочный заезд | Отборочный заезд | Полуфинал | Полуфинал | Полуфинал | Финал   | Финал   | Итоговое место |
| Соревнование | Спортсмены               | Заезд                 | Время                 | Место                 | Заезд            | Время            | Место            | Заезд     | Время     | Место     | Время   | Место   | Итоговое место |
| ------------ | ------------------------ | --------------------- | --------------------- | --------------------- | ---------------- | ---------------- | ---------------- | --------- | --------- | --------- | ------- | ------- | -------------- |
| двойки       | Люк Гуари Яак ван Дриссе | 1                     | 6:43,83               | 4                     | 2                | 7:06,76          | 2 Q              | 2         | 6:55,84   | 5 QB      | Финал B | Финал B | 8              |
| двойки       | Люк Гуари Яак ван Дриссе | 1                     | 6:43,83               | 4                     | 2                | 7:06,76          | 2 Q              | 2         | 6:55,84   | 5 QB      | 6:34,46 | 2       | 8              |